# Apchon
Apchon é uma comuna francesa na região administrativa de Auvérnia-Ródano-Alpes, no departamento de Cantal. Estende-se por uma área de 12,24 km². Em 2010 a comuna tinha 192 habitantes (densidade: 15,7 hab./km²).